# 53甲型炮艇
53甲型炮艇（北约称黃埔级）。是中国人民解放军海军50年代装备的中国设计制造的第一代炮艇。
海军在1950年有感於原來自二戰日軍接收的25噸級江河砲艇已不能適應新的戰場需求，所以想以舊機器來翻造新的40噸級砲艇，主機是改用國府撤走後留在江南造船廠的一批美援GM6-71型柴油機。1951年三月，華東軍區交由江南造船廠以庫存物資試製一艘42噸三槳推進的小砲艇，但可能由於時間倉促經驗不足，竟然一下水就翻覆沉沒。接著1952年初，青島造船廠亦試製了一艘43噸級的砲艇。1952年9月海軍艦船修造部成立。1952年，海军舰船修造部在分析总结了历次海战中的经验教训得出的结论是：新的炮艇应满足发动机功率要大，艇体要轻，攻击和退出快捷；火炮要中、小口径速射炮，弹药基数多，这样在近战中对中、大型舰艇上层建筑有杀伤力，又不使艇重增加过多；船体水动力性能好，能适应一定海情并能在南海盐湿、复杂气象条件下航行作战。
總設計師徐振騏重新設計了50噸級的巡邏砲艇交由江南造船廠試造獲得成功，1952年開始量產，此即為"53甲"型護衛艇，又稱"黃埔"級或"50噸級新砲艇"；由於當時南方急需這批砲艇保衛珠江口與瓊州海峽等地，所以江南造船廠將設計圖稍做修改以適應南方氣候，並在上海廠分段製造後以火車運往廣州組裝，到了1955年共建造了82艘。由于这批库存的GM引擎以较过时，挖掘潜力后最大功率也仅达230马力，53甲型炮艇航速只有11.5节。
1953年六月，八艘"53甲"型砲艇組成第一及第二艇隊參加浙海大小鹿山等四島的爭奪戰，是為本級艇首次登上戰場。本級艇配屬各地區(如溫州、廈門等)巡邏大隊，下轄二至三中隊，每中隊轄四艘砲艇。